# Sinfonia n. 3 (Mahler)
La Sinfonia n. 3 in re minore di Gustav Mahler, fu composta tra il 1893 e il 1896, ed eseguita per la prima volta solo nel 1902, è la sinfonia dalla durata più lunga tra quelle maggiormente eseguite nel repertorio sinfonico, una esecuzione dura infatti in media circa 95 minuti.

## Struttura
Nella sua forma definitiva la sinfonia è divisa in sei movimenti:
1. Kräftig entschieden (Forte e risoluto)
2. Tempo di Menuetto
3. Comodo (Scherzando)
4. Sehr langsam - Misterioso (Molto lento - misterioso)
5. Lustig im Tempo und keck im Ausdruck (In tempo vivace e sfrontato nell'espressione)
6. Langsam - Ruhevoll - Empfunden (Lentamente, tranquillo, profondamente sentito)

Il solo primo movimento, che dura all'incirca trenta o trentacinque minuti, è la prima parte della sinfonia. La seconda parte è composta dagli altri cinque movimenti e dura fra sessanta e settanta minuti.
Come per tutte le prime quattro sinfonie, in origine Mahler aveva previsto una sorta di programma che aiutasse a spiegare il contenuto musicale della composizione; in questo caso aggiunse un titolo per ciascuno dei sei movimenti:
1. Pan erwacht. Der Sommer marschiert ein (Pan si risveglia, arriva l'estate)
2. Was mir die Blumen auf der Wiese erzählen (Quello che i fiori del prato mi raccontano)
3. Was mir die Tiere im Walde erzählen (Quello che gli animali della foresta mi raccontano)
4. Was mir der Mensch erzählt (Quello che l'uomo mi racconta)
5. Was mir die Engel erzählen (Quello che gli angeli mi raccontano)
6. Was mir die Liebe erzählt (Quello che l'amore mi racconta)

I titoli vennero eliminati prima della pubblicazione nel 1898.

## Analisi
Il lunghissimo primo tempo (oltre mezz'ora di durata) inizia con un plastico tema eseguito dagli otto corni all'unisono, che verrà sviluppato per tutto il movimento; solo dopo una smisurata e cupa introduzione il movimento si trasforma a poco a poco in una marcia quasi orgiastica..
Il secondo movimento è un minuetto con il sottotitolo Was mir die Blumen auf der Wiese erzählen (Quello che i fiori del prato mi narrano) che guarda decisamente alle atmosfere ovattate del classicismo mozartiano. Fu il primo movimento della sinfonia ad essere composto e il primo ad essere eseguito, da solo, il 9 novembre 1896 a Berlino sotto la direzione di Arthur Nikisch.
Il terzo movimento è una specie di cavalcata notturna con motivi rielaborati dal Wunderhorn, inframmezzato da lunghe oniriche frasi affidate ad un corno da posta (interpretato solitamente da un flicorno) dietro le quinte. Anche qui c'è un sottotitolo: Quello che gli animali del bosco mi narrano.
Nel quarto e quinto tempo Mahler fa ricorso alla voce umana.
Il quarto movimento è un lied per contralto e orchestra, che sottotitola: Quello che sussurra la notte: la voce intona alcuni versi tratti da Also sprach Zarathustra di Friedrich Nietzsche: il movimento è strutturalmente diviso in due strofe inframmezzate da un interludio orchestrale (la cui melodia viene poi ripresa dal contralto).
Il quinto tempo (Quello che gli angeli mi narrano) è un breve lied di nuovo tratto dal Wunderhorn, intonato da un coro femminile, con un nuovo breve intervento del contralto e con l'accompagnamento di un coro di bambini che imita onomatopeicamente il suono delle campane, rappresentando gli angeli.
La sinfonia si conclude con un vastissimo Adagio in re maggiore (Quello che l'amore mi narra), della durata di circa venticinque minuti, introdotto da una lunga frase degli archi che sfocia nel tema principale, una sorta di corale che viene sviluppato nel corso del movimento attraverso svariati episodi, fino ad apparire alla fine esposto a piena voce da tutta l'orchestra.
Il VI movimento chiude quindi il ciclo sinfonico, che nel caso della III sinfonia rappresenta la nascita della vita, riappacificando il groviglio sonoro creato con i movimenti precedenti.

## Discografia
- London Symphony Orchestra, Sir Georg Solti, Decca, 1968
- New York Philharmonic Orchestra, Leonard Bernstein, Sony, 1961
- Wiener Philharmoniker, Leonard Bernstein, Deutsche Grammophon, 1972 (registrazione live, anche video)
- London Philharmonic Orchestra, Klaus Tennstedt, EMI, 1979
- Wiener Philharmoniker, Claudio Abbado, Jessye Norman, Deutsche Grammophon, 1980
- Chicago Symphony Orchestra, Sir Georg Solti, Helga Dernesch, Decca, 1982
- Orchestra reale del Concertgebouw, Bernard Haitink, Maureen Forrester, Philips, 1983
- New York Philharmonic Orchestra, Leonard Bernstein, Christa Ludwig, Deutsche Grammophon, 1987 (registrazione live)
- Boston Symphony Orchestra, Seiji Ozawa, Jessye Norman, Decca, 1993
- Philharmonia Orchestra, Giuseppe Sinopoli, Deutsche Grammophon, 1995
- Berliner Philharmoniker, Claudio Abbado, Anna Larsson, Deutsche Grammophon, 1999
- Wiener Philharmoniker, Pierre Boulez, Anne Sofie von Otter, Deutsche Grammophon, 2001
- Orchestra reale del Concertgebouw, Riccardo Chailly, Petra Lang, Decca, 2003
- Lucerne Festival Orchestra, Claudio Abbado, Anna Larsson, Medici Arts, 2007 (registrazione "live" del 19 agosto 2007, anche DVD Euroarts)
- Orchestra reale del Concertgebouw, Mariss Jansons, Bernarda Fink, Rco Live, 2010 (anche video)
- SWR Sinfonieorchester Baden-Baden und Freiburg, Michael Gielen, Cornelia Kallisch, European Soloists Academy, Hänssler Classic, 2000
- Symphonieorchester des Bayerischen Rundfunks, Rafaél Kubelík, Marjorie Thomas, Frauenchor Des Bayerischen Rundfunks, Tölzer Knabenchor, Deutsche Grammophon, 1967